# コゾノメクラチビゴミムシ
コゾノメクラチビゴミムシ（Rakantrechus elegans）は、コウチュウ目（鞘翅目）オサムシ科ラカンメクラチビゴミムシ属に属する昆虫である。絶滅（環境省レッドリスト）に指定されている。
大分県津久見市の石灰洞にのみ分布していたが、1960年代の石灰岩の採掘により洞窟を含む山そのものが消失し、新産地が見つかる可能性はないため、絶滅したと考えられている。
環境省レッドリスト2020(昆虫類)において、絶滅に区分されている4種のうちの１種である。

## 形態
体長4.5-5.3 mm。全体に光沢のある赤褐色で、触角や脚は色が淡い。体は比較的細長く、複眼および後翅は退化している。他のサイカイメクラチビゴミムシ亜属は前胸後角に剛毛を持つが、本種はこの剛毛を欠くことで識別が可能。

## 分布
大分県津久見市の「小園の穴」という小さな石灰洞にのみ分布していた。本種を含むサイカイメクラチビゴミムシ亜属（Paratrechiama 亜属）は、九州中央部に固有。分布域を囲むように異所的に分布する近縁種の生息域があるため、新産地が見つかる可能性はない。

## 生息環境
石灰岩の洞窟内の湿った場所に生息していた個体が確認されていた。同属には地下浅層に生息する種も知られている。